# Ips pini
Ips pini là một loài côn trùng trong họ Curculionidae. Loài này được Say miêu tả khoa học đầu tiên năm 1826.
Đây là loài gây hại của cây Pinus contorta, phát triển phổ biến ở Mexico.